# Латий, Геннадий Георгиевич
Геннадий Георгиевич Латий (укр. Генадій Георгійович Латій; род. 28 сентября 1968, Одесса) — украинский дипломат. Чрезвычайный и Полномочный Посол Украины в Арабской Республике Египет (2015—2019). Чрезвычайный и Полномочный Посол (2015). Государственный служащий 3-го ранга (2011).

## Биография
Родился 28 сентября 1968 года в Одессе.
В 1991 году окончил Военный Краснознамённый институт Министерства обороны СССР (переводчик-референт с арабского и французского языков), в 2016 году — Национальную академию государственного управления при Президенте Украины (магистр общественного развития).
С сентября 1985 по август 1986 года — шлифовщик Одесского завода прецизионных станков.
С июля 1991 по декабрь 1992 года — переводчик-референт Генерального штаба Вооружённых сил.
С сентября 1993 по сентябрь 1996 года — третий секретарь, второй секретарь Управления стран Азиатско-Тихоокеанского региона, Ближнего и Среднего Востока и Африки МИД Украины.
С сентября 1996 по ноябрь 1999 года — второй секретарь Посольства Украины в Тунисской Республике.
С ноября 1999 по ноябрь 2001 года — второй секретарь по должности первого секретаря, первый секретарь по должности советника Посольства Украины в Ливии.
В ноябре—декабре 2001 года — советник отдела стран Ближнего и Среднего Востока Шестого территориального управления Департамента двустороннего сотрудничества МИД Украины.
С декабря 2001 по август 2003 года — заместитель начальника Управления международного сотрудничества, межгосударственных отношений и внешнеэкономической политики Департамента экономической политики Секретариата Кабинета министров Украины.
В августе—ноябре 2003 года — и. о. начальника Второго территориального управления Департамента двустороннего сотрудничества МИД Украины.
С ноября 2003 по апрель 2004 года — заместитель начальника Шестого территориального управления — начальника отдела стран Ближнего и Среднего Востока МИД Украины.
С апреля 2004 по июль 2005 года — начальник Шестого территориального управления МИД Украины.
С июля 2005 по июль 2006 года — заместитель директора Третьего территориального департамента — начальник отдела стран Ближнего Востока МИД Украины.
С 22 мая 2006 по 12 мая 2010 года — Чрезвычайный и Полномочный Посол Украины в Великой Социалистической Народной Ливийской Арабской Джамахирии.
С июля 2010 по февраль 2013 года — первый заместитель директора, директор Департамента внешнеэкономических связей и двусторонних комиссий Секретариата Кабинета министров Украины.
С февраля 2013 по март 2014 года — специальный представитель Украины по вопросам Ближнего Востока и Африки в МИД Украины.
С марта 2014 по январь 2015 года — Посол по особым поручениям МИД Украины.
С 13 января 2015 по 27 февраля 2019 года — Чрезвычайный и Полномочный Посол Украины в Арабской Республике Египет.
Владеет арабским, французским и английским языками. Награждён почётной грамотой Кабинета министров Украины (2003), почётной грамотой Верховной рады Украины и нагрудным знаком «Почётная награда Министерства иностранных дел Украины» ІІІ степени.